# シャーリー・ラッセル
シャーリー・ラッセル（Shirley Russell, 1935年5月11日 - 2002年5月4日）は、イギリス出身の映画衣裳デザイナーである。1956年に映画監督のケン・ラッセルと結婚し、1964年の『フレンチ・ドレッシング』からラッセル作品の衣裳を手がけた。ラッセルとは1978年に離婚したが、その後もジョン・シュレシンジャーやマイケル・アプテッド、ジョン・ブアマンといった監督たちの作品で衣裳を担当した。『アガサ 愛の失踪事件』と『レッズ』で2度アカデミー衣裳デザイン賞にノミネートされた。

## 主な作品
- フレンチ・ドレッシング French Dressing (1964)
- 恋する女たち Women in Love (1969)
- 肉体の悪魔 The Devils (1971)
- ボーイフレンド The Boy Friend (1971)
- マーラー Mahler (1974)
- 星の王子さま The Little Prince (1974)
- トミー Tommy (1975)
- リストマニア Lisztomania (1975)
- バレンティノ Valentino (1977)
- アガサ 愛の失踪事件 Agatha (1979)
- ヤンクス Yanks (1979)
- チャタレイ夫人の恋人 Lady Chatterley's Lover (1981)
- レッズ reds (1981)
- 戦場の罠 The Return of the Soldier (1982)
- 剃刀の刃 The Razor's Edge (1984)
- 戦場の小さな天使たち Hope and Glory (1987)
- 永遠のアフリカ I Dreamed of Africa (2000)
- エニグマ Enigma (2001)